# Emerson Palmieri
Emerson Palmieri dos Santos (ur. 13 marca 1994 w Santosie) – włoski piłkarz brazylijskiego pochodzenia występujący na pozycji obrońcy we angielskim klubie West Ham United. W swojej karierze reprezentował także barwy US Palermo, AS Roma, Olympique Lyon oraz Chelsea. Były reprezentant Brazylii do lat 17.

## Osiągnięcia

### Santos
- Mistrzostwo stanu São Paulo: 2011, 2012

### Chelsea
- Liga Europy UEFA: 2018/19
- Liga Mistrzów UEFA: 2020/21

### Reprezentacyjne
- Mistrzostwo Ameryki Południowej U-17: 2011
- Mistrzostwo Europy: 2020